# Hans Zürn der Jüngere
Hans Zürn der Jüngere (* um 1585 in Waldsee (?); † nach 1624 in Buchhorn) war ein deutscher Bildhauer.

## Leben und Wirken
Hans Zürn der Jüngere stammte aus der berühmten oberschwäbischen Künstler- und Bildhauerfamilie Zürn. Sein Vater war Hans Zürn der Ältere. In den Jahren 1613 bis 1622 wirkte er in Buchhorn als Meister.
Möglicherweise ist er mit dem Meister Hans aus Waldsee identisch.
Zu seinen wichtigsten Werken zählen die Figuren und Reliefs eines Marienaltars und die Rosenkranzmedaillons in Wangen im Allgäu, eine Pieta in der Pfarrkirche Deuchelried und eine Madonna in Kißlegg. Ferner schuf er 1622 in der Heilig-Kreuz-Kapelle in Brochenzell (Meckenbeuren) eine von Pfarrer Urban Lidel gestiftete Votivtafel.